# Шаосин
Шаоси́н (кит. упр. 绍兴, пиньинь Shàoxīng) — городской округ в провинции Чжэцзян КНР.

## История
Во времена первых централизованных империй эти места входили в состав округа Куайцзи (会稽郡), власти округа размещались на месте современного Сучжоу. Во времена империи Хань по причине роста населения округа им стало трудно управлять, и в 129 году из округа Куайцзи был выделен округ Уцзюнь (吴郡).
Власти округа Уцзюнь размешались в уезде Шаньинь (山阴县). В 550-х годах из-за того, что население уезда сильно выросло, он был разделён на два: западная часть сохранила название «Шаньинь», а восточная стала уездом Куайцзи (会稽县), однако власти обоих уездов продолжили размещаться в одном и том же месте — там же, где и власти округа Уцзюнь.
Во времена империи Суй в 589 году округ Уцзюнь был переименован в область Учжоу (吴州), которая в 605 году была переименована в Юэчжоу (越州). В 607 году она была опять переименована в округ Куайцзи. После смены империи Суй на империю Тан в 621 году опять была создана область Юэчжоу. В 742 году она опять была переименована в округ Куайцзи, а в 768 году вновь стала областью Юэчжоу.
Во времена империи Сун после того, как император Гао-цзун перенёс столицу на юг, девиз правления был изменён на «Шаосин», и область была в 1131 году поднята в статусе до управы и переименована, став Шаосинской управой (绍兴府). После монгольского завоевания управа была преобразована в Шаосинский регион (绍兴路), но после свержения власти монголов и образования империи Мин регион вновь стал управой. После Синьхайской революции в Китае была проведена реформа структуры административного деления, в ходе которой управы были упразднены, и в 1912 году Шаосинская управа была расформирована; уезды Куайцзи и Шаньинь были при этом объединены в уезд Шаосин (绍兴县).
После образования КНР в 1949 году был создан Специальный район Шаосин (绍兴专区), состоящий из города Шаосин (урбанизированная часть уезда Шаосин, выделенная в отдельный город) и 7 уездов. В 1952 году Специальный район Шаосин был расформирован, после чего уезды Шанъюй, Шэнсянь и Синьчан перешли в состав Специального района Нинбо (宁波专区), а город Шаосин и уезды Чжуцзи,  Шаосин и Сяошань перешли под прямое подчинение властям провинции Чжэцзян. В 1953 году уезд Чжуцзи вошёл в состав Специального района Цзиньхуа (金华专区), а уезд Шаосин — в состав Специального района Нинбо. В 1957 году уезд Чжуцзи перешёл в состав Специального района Нинбо. В 1958 году город Шаосин также вошёл в состав Специального района Нинбо. В 1962 году город Шаосин был расформирован, а его территория вошла в состав уезда Шаосин.
В 1964 году Специальный район Шаосин был создан вновь. В 1973 году Специальный район Шаосин был переименован в Округ Шаосин (绍兴地区).
31 марта 1981 года уезд Шаосин был преобразован в городской уезд.
Постановлением Госсовета КНР от 27 июля 1983 года был расформирован Округ Шаосин и образован городской округ Шаосин; городской уезд Шаосин был при этом разделён на район Юэчэн и уезд Шаосин.
В 1989 году уезд Чжуцзи был преобразован в городской уезд.
В 1992 году уезд Шанъюй был преобразован в городской уезд.
В 1995 году был расформирован уезд Шэнсянь, а вместо него создан городской уезд Шэнчжоу.
В 2001 году власти уезда Шаосин переехали в посёлок Кэцяо.
В 2013 году был расформирован уезд Шаосин, а вместо него был создан район городского подчинения Кэцяо; городской уезд Шанъюй также был преобразован в район городского подчинения.

## Административно-территориальное деление
Городской округ Шаосин делится на 3 района, 2 городских уезда, 1 уезд:
| Карта                                     | Карта    | Карта     | Карта         | Карта            | Карта         |
| ----------------------------------------- | -------- | --------- | ------------- | ---------------- | ------------- |
| Юэчэн Кэцяо Шанъюй Синьчан Чжуцзи Шэнчжоу |          |           |               |                  |               |
| Статус                                    | Название | Иероглифы | Пиньинь       | Население (2010) | Площадь (км²) |
| Район                                     | Юэчэн    | 越城区    | Yuèchéng qū   |                  |               |
| Район                                     | Кэцяо    | 柯桥区    | Kēqiáo qū     |                  |               |
| Район                                     | Шанъюй   | 上虞区    | Shàngyú qū    |                  |               |
| Городской уезд                            | Чжуцзи   | 诸暨市    | Zhūjì shì     |                  |               |
| Городской уезд                            | Шэнчжоу  | 嵊州市    | Shèngzhōu shì |                  |               |
| Уезд                                      | Синьчан  | 新昌县    | Xīnchāng xiàn |                  |               |

## Экономика
В Шаосине базируется полупроводниковая компания United Nova Technology.

## Транспорт
- Через городской округ пролегает первая в Китае частная высокоскоростная железнодорожная линия Ханчжоу — Шаосин — Тайчжоу[2].
- Шаосинский метрополитен

## Города-побратимы
- Кропивницкий, Украина